# Jo van Ham
Johannes (Jo) van Ham (Middelburg, 11 maart 1892 – aldaar, 30 december 1985) was een Nederlands protestants en nationaalsocialistisch letterkundige.
Van Ham werd geboren als jongste telg van een protestants gezin. In april 1910 slaagde hij voor het onderwijzersexamen. Vanaf 1917 studeerde hij Nederlandse letteren aan de Rijksuniversiteit Utrecht. In 1923 studeerde hij daar af.
Van Ham was redacteur van het protestantse literaire tijdschrift Opwaartsche Wegen. Hij promoveerde in 1932 op de Oud-IJslandse Laxdaela saga bij de Leidse hoogleraar Jan de Vries. Tijdens de crisisjaren had hij een zekere sympathie voor antidemocratische opvattingen ontwikkeld, hoewel hij plichtmatig CHU bleef stemmen.
In januari 1941 kreeg hij van dr. Tobie Goedewaagen, toen secretaris-generaal van het nationaalsocialistische Departement van Volksvoorlichting en Kunsten, de functie van hoofd Afdeeling Boekwezen aangeboden. Dit aanbod nam Van Ham met beide handen aan. Hij kreeg zo de kans de Nederlandse letteren te modelleren naar de geest van de Nieuwe Orde. Tot zijn belangrijkste taken behoorden het verlenen van subsidies aan auteurs en het geven van toestemming voor papiergebruik voor literatuur, populair-wetenschappelijke werken en onder meer antisemitische propaganda. Hij deelde schrijvers in naar de tijdens de bezetting gangbare criteria ras en politiek. Hij ontwikkelde zich gaandeweg tot de machtigste censor die Nederland ooit op literair gebied gekend heeft. In april 1941 werd hij lid van de Nationaal-Socialistische Beweging (NSB) van Anton Mussert.
Ook publiceerde hij zelf onder andere De bewoners van de zalmrivier (1942), een bewerking van zijn proefschrift en de brochure Taalpolitiek (1944). Bijdragen van zijn hand verschenen regelmatig in Volk en Vaderland en De Schouw. Na de oorlog werd Van Ham tot december 1946 geïnterneerd en kreeg hij van de Eereraad voor de Letterkunde een publicatieverbod tot mei 1948. Tot aan zijn pensioen bleef hij docent Nederlands onder meer op het Het Nieuwe Lyceum in Bilthoven, het laatst op een kweekschool in Middelburg waar hij studenten enthousiast maakte voor geuzenpoëzie en de experimentele verzen van de Vijftigers.